# غتشين (صوغان)
غتشین (بالفارسية: گچین) هي منطقة سكنية تقع في إيران في قسم صوغان الريفي. يقدر عدد سكانها بـ 573 نسمة .